# エンジェル・シティーFC
エンジェル・シティーFC (英語 : Angel City Football Club) は、アメリカ・ カリフォルニア州ロサンゼルスをホームタウンとするプロ女子サッカーチーム。2020年に創設を発表、2022年シーズンよりNWSL参加を開始した。チームのオーナーグループにはナタリー・ポートマン、ベッキー・G、セリーナ・ウィリアムズ、ミア・ハム等の多数の著名人が参画している。
ロサンゼルスでの女子プロサッカーチームは、2010年に解散したロサンゼルス・ソル以来である。

## 歴史
2020年7月21日にNWSLは2022年シーズンより拡張するリーグのフランチャイズ都市を発表、ロサンゼルスがその一つであった。ナタリー・ポートマン、ミア・ハム、セリーナ・ウィリアムズなど、女優、元サッカー選手、テニスプレーヤーや著名ユーチューバーが出資者に名を連ねていた。チーム名は年末までに発表するとし、暫定的に「エンジェル・シティー」を愛称として使用するとしていた。2020年10月に「エンジェル・シティーFC」と言うチーム名を確定した。

### チーム名、チームエンブレム、チームカラー
チームカラーは「アスファルト」と「アーマー」、アクセントカラーに「ソル・ローザ」（ピンク系で独特の色調）。
2021年6月に、チームのエンブレムを発表。南カリフォルニアに生息するタカの一種、アカオノスリのイメージで天使と羽根をあしらい、2022年創設を記念し頂点が22度傾いたヤシの木を模したデザインとなっている。

## スタジアム
本拠地はロサンゼルス・ダウンタウンのサッカー専用スタジアムであるBMOスタジアム 。BMOスタジアムはMLSのロサンゼルスFCの本拠地でもある。

## シーズン別成績
| 年   | NWSLレギュラーシーズン | NWSLレギュラーシーズン | NWSLレギュラーシーズン | NWSLレギュラーシーズン | NWSLレギュラーシーズン | NWSLレギュラーシーズン | NWSLレギュラーシーズン | NWSLレギュラーシーズン | プレーオフ   | NWSL チャレンジカップ | ヘッドコーチ                                 |
| 年   | 試合数                 | 勝                     | 分                     | 敗                     | 得点                   | 失点                   | 勝ち点                 | 順位                   | プレーオフ   | NWSL チャレンジカップ | ヘッドコーチ                                 |
| ---- | ---------------------- | ---------------------- | ---------------------- | ---------------------- | ---------------------- | ---------------------- | ---------------------- | ---------------------- | ------------ | --------------------- | -------------------------------------------- |
| 2022 | 22                     | 8                      | 5                      | 9                      | 23                     | 27                     | 29                     | 8位                    | 出場資格無し | 西地区4位             | フレイヤ・クーム                             |
| 2023 | 22                     | 8                      | 7                      | 7                      | 31                     | 30                     | 31                     | 5位                    | 準々決勝     | 西地区2位             | フレイヤ・クーム→ ベッキー・ツイード（暫定） |
| 2024 | 26                     | 7                      | 6                      | 13                     | 29                     | 42                     | 24                     | 12位                   | 出場資格無し | －                    | ベッキー・ツイード                           |

1. ↑  エンジェル・シティーFCは支出上限規則に違反したため3ポイントを減点された。

## 選手

### 現所属メンバー
2025年2月28日現在
注：選手の国籍表記はFIFAの定めた代表資格ルールに基づく。
| No. | Pos. |                  | 選手名               |
| --- | ---- | ---------------- | -------------------- |
| 1   | GK   | 日本             | スタンボー華         |
| 2   | FW   | アメリカ合衆国   | シドニー・ルルー     |
| 3   | DF   | アメリカ合衆国   | サヴィ・キング       |
| 4   | MF   | イングランド     | ケイティ・ゼレム     |
| 5   | DF   | ニュージーランド | アリ・ライリー       |
| 6   | DF   | カナダ           | ミーガン・リード     |
| 7   | FW   | フランス         | ジュリー・デュフォー |
| 8   | MF   | アメリカ合衆国   | メイシー・ホッジ     |
| 9   | FW   | 大韓民国         | ケイシー・フェア     |
| 10  | FW   | スコットランド   | クレア・エムズリー   |
| 11  | DF   | アメリカ合衆国   | サラ・ゴードン       |
| 14  | DF   | オーストラリア   | アラナ・ケネディ     |

| No. | Pos. |                | 選手名                       |
| --- | ---- | -------------- | ---------------------------- |
| 16  | DF   | アメリカ合衆国 | M.A.ビニョーラ               |
| 17  | MF   | アメリカ合衆国 | ケネディ・フラー             |
| 18  | FW   | 日本           | 遠藤純                       |
| 19  | GK   | アメリカ合衆国 | アンジェリーナ・アンダーソン |
| 20  | DF   | アメリカ合衆国 | ジゼル・トンプソン           |
| 21  | FW   | アメリカ合衆国 | アリシア・トンプソン         |
| 23  | FW   | アメリカ合衆国 | クリステン・プレス           |
| 28  | MF   | アメリカ合衆国 | リリー・ナベット             |
| 29  | DF   | 日本           | 守屋都弥                     |
| 44  | MF   | アメリカ合衆国 | エリザベス・エディ           |
| 99  | DF   | アメリカ合衆国 | マディソン・ハモンド         |

### 期限付き移籍中
| No. | Pos. | 選手名           | 移籍先                                  |
| 4   | DF   | ヴァネッサ・ジル | オリンピック・リヨン、2025年6月30日まで |
|     | DF   | マイテ・ロペス   | レキシントンSC                          |

## 歴代ヘッドコーチ
| 氏名                       | 国籍             | 就任          | 辞任          | 試合数 | 勝 | 分 | 敗 | 得点 | 失点 | 勝率  |
| フレイヤ・クーム           | イングランドの旗 | 2022年3月19日 | 2023年6月15日 | 36     | 10 | 9  | 17 | 39   | 53   | 27.78 |
| ベッキー・ツイード（暫定） | イングランドの旗 | 2023年6月15日 | 2023年11月2日 | 11     | 6  | 4  | 1  | 17   | 9    | 54.55 |
| ベッキー・ツイード         | イングランドの旗 | 2023年11月2日 | 2024年12月9日 | 36     | 11 | 9  | 16 | 39   | 50   | 30.56 |